# Битка при Голиад
Битката при Голиад (на английски: Battle of Goliad; на испански: Batalla de Goliad) е втората битка от Тексаската революция. В ранното утро на 10 октомври 1835 въстаналите тексаски заселници нападнали мексиканския гарнизон във форта Президио ла Байя, разположен недалеч от селището Голиад в Мексикански Тексас, на половината път до Сан Антонио де Бехар (където се намирал друг значителен мексикански гарнизон) и главното тексаско пристанище Копано Бей.
През септември тексасците направили заговор за нападение над генерал Кос, който се отправил към Голиад за да потуши тамошните смутове. Първоначално централният комитет, координатор на въстанието, отхвърлил плана. След поредата на тексасците в битката при Гонзалес капитан Джон Колинсуърт и членът на тексаската милиция Магагорда отишли в Голиад. По пътя научил, че генерал Кос и армията му са се върнали в Сан Антонио, но продължили по пътя си.
Гарнизонът в Президио ла Байа не е добре екипиран и не може да удържи обсада по периметъра си. Използвайки топор, направен от гражданите, въстаниците пробиват през портата и влизат във форта, преди по-голямата част от гарнизона да узнае за това. След половинчасова битка гарнизонът под командването на полковник Хуан Лопес Сандовал се предава. Един мексикански войници е убит, а трима – ранени, докато при тексасците има само един ранен. Голяма част от мексиканската армия е изведена от Тексас. Тексасците взимат провизии на стойност 10 000 долара и три оръдия, които скоро са използвани от тексаската армия при обсадата на Бехар. Благодарение на тази победата силите на генерал Кос в Бехар са напълно унищожени, а войниците се впускат в спасителен бяг.